# Stowarzyszenie Wiosna
Stowarzyszenie Wiosna – polska organizacja charytatywna, powstała w Krakowie w 2001 roku. Od 2004 roku jest organizacją pożytku publicznego.
Główne założenie Stowarzyszenia to propagowanie solidarności z potrzebującymi, pośredniczenie w organizowaniu pomocy i współtworzenie społeczeństwa obywatelskiego. W projektach stowarzyszenia najważniejsze jest łączenie osób potrzebujących z darczyńcami i wolontariuszami. Akcje opierają się na mechanizmie pośredniczenia – Stowarzyszenie tworzy struktury i narzędzia, dzięki którym darczyńcy oraz wolontariusze mogą dzielić się z potrzebującymi. W roku 2010 ze Stowarzyszeniem współpracowało ponad 7000 wolontariuszy – Super W.
Założycielem i pierwszym prezesem Stowarzyszenia do roku 2018 był ks. Jacek Stryczek.

## Projekty realizowane w ramach Stowarzyszenia Wiosna

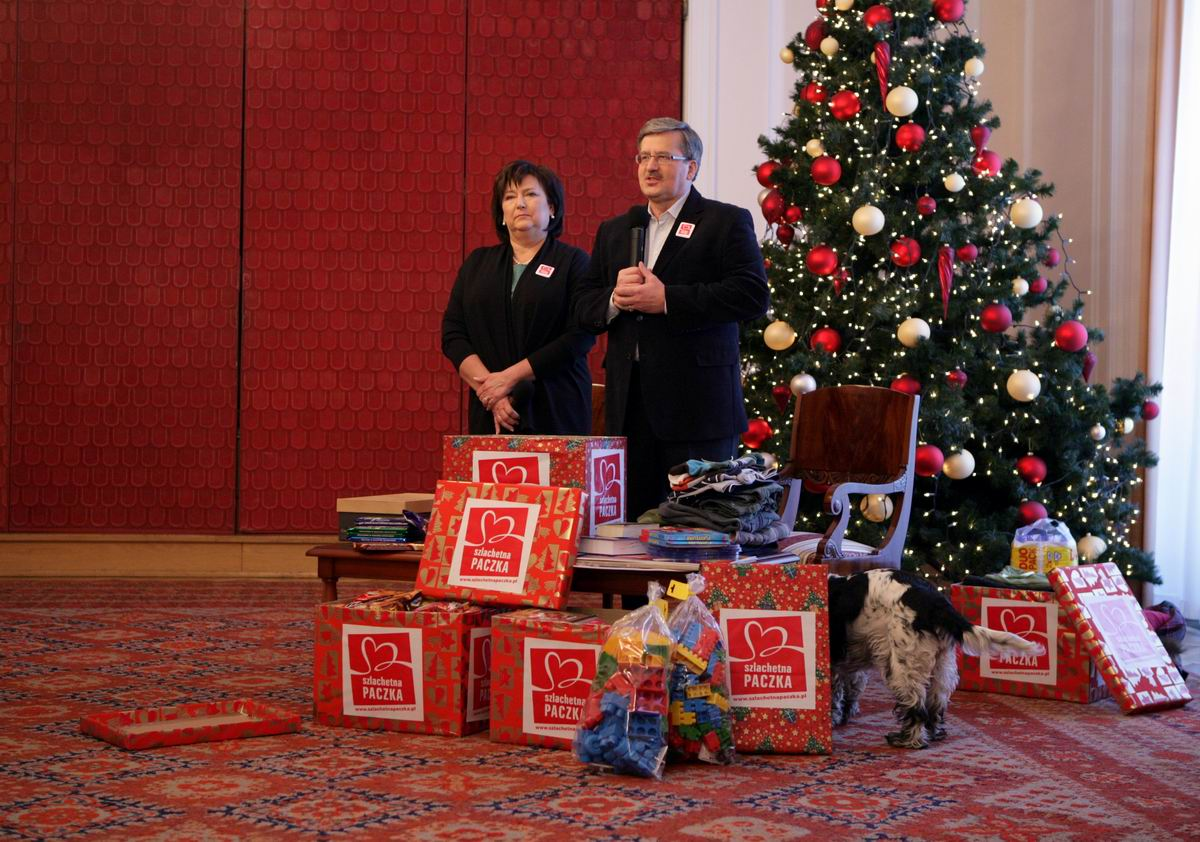
Szlachetna Paczka prezydenta Bronisława Komorowskiego, 2010

Szlachetna Paczka – to ogólnopolska akcja świątecznej pomocy – realizowana od 2001 roku, do 2009 jako Świąteczna Paczka. Głównym jej założeniem jest idea przekazywania bezpośredniej pomocy – by była ona skuteczna, konkretna i sensowna. W „Szlachetnej Paczce” prywatni darczyńcy odpowiadają na potrzeby osób najbardziej ubogich ze swojego miasta lub okolicy.
Akademia Przyszłości – to całoroczny program indywidualnych spotkań edukacyjnych dla dzieci, które wychowują się w trudnych warunkach i mają przez to problemy w nauce. Główną dewizą akcji jest hasło Inspirujemy do wzrastania!

## Cele statutowe
- działania na rzecz rozwoju społeczeństwa obywatelskiego,
- promocja i organizacja wolontariatu,
- tworzenie, promocja i realizacja programów mających na celu pomoc rodzinom i osobom w trudnej sytuacji życiowej oraz wyrównywania szans tych rodzin i osób (w tym osób niepełnosprawnych),
- organizacja zajęć edukacyjnych oraz rekreacyjnych dla dzieci i młodzieży, w szczególności z rodzin wieloproblemowych,
- działalność wspomagająca rozwój gospodarczy, w tym: rozwój przedsiębiorczości; promocję zatrudnienia i aktywizację zawodową wśród osób pozostających bez pracy lub osób zagrożonych jej utratą,
- działalność wspomagająca technicznie, szkoleniowo, informacyjnie lub finansowo organizacje pozarządowe bądź jednostki samorządu terytorialnego,
- działalność związana z rozwojem świadomości społecznej, przeciwdziałaniem patologiom społecznym,
- podtrzymywanie tradycji narodowej, kulturowej i obywatelskiej oraz działania na rzecz integracji europejskiej,
- działalność wspomagająca rozwój wspólnot i społeczności lokalnych,
- tworzenie i realizowanie programów w zakresie prowadzonej przez Stowarzyszenie działalności charytatywnej.

## Władze Stowarzyszenia
Prezesi Stowarzyszenia WIOSNA:
- od roku 2001 do 3 października 2018[2] – ks. Jacek Stryczek
- od 3 października 2018[1] do 4 lutego 2019[3] – Joanna Sadzik
- od 20 czerwca 2019[4] do 16 grudnia 2019 – Anna Wilczyńska[5]
- od 16 grudnia 2019 – Joanna Sadzik[5]

W okresie od 4 lutego 2019 do 20 czerwca 2019 Stowarzyszenie WIOSNA nie posiadało prawidłowo powołanego Zarządu – w dniu 22 maja 2019 sąd rejestrowy postanowił o wykreśleniu z KRS ks. Grzegorza Babiarza wskazując, że został on powołany sprzecznie ze statutem Stowarzyszenia. Od 20 maja 2019 do 20 czerwca 2019 funkcję kuratora Stowarzyszenia pełnił radca prawny Karol Tatara.

## Nagrody
- Dyplom „Benemeriti” (Ordynariat Polowy WP) – 2014[8]
- Europejska Nagroda Obywatelska – 2012[9]
- Nagroda im. Józefa Dietla – 2013[10]

## Kontrowersje
20 września 2018 w reportażu Janusza Schwertnera, dziennikarza portalu Onet, prezes Stowarzyszenia ks. Jacek Stryczek został oskarżony przez 21 byłych i obecnych pracowników o stosowanie mobbingu. Rozmówcy opisali m.in. jak duchowny miał wypytywać podwładnych o życie prywatne i wykorzystywać potem te informacje, krzyczeć i grozić im, niestosownie komentować wygląd kobiet oraz nie chcieć zatrudniać osób jego zdaniem za grubych. Wskutek tych działań pracownicy mieli mieć problemy psychiczne. Wszystko miało dziać się w latach od 2011 do 2018.
21 września 2018 w wywiadzie dla portalu WP, który przeprowadził Marcin Makowski, ks. Stryczek zaprzeczył oskarżeniom o mobbing w Stowarzyszeniu. Równocześnie zarzucił dziennikarzowi portalu Onet stronniczość, ponieważ miał on przedstawić w swoim reportażu jedynie negatywne relacje, choć miał przeprowadzić wywiady z łącznie 40 osobami, wśród których były także pozytywne opinie dotyczące jego osoby. Mimo to, tego samego dnia złożył rezygnację z funkcji prezesa zarządu Stowarzyszenia Wiosna, która została rozpatrzona na Walnym Zgromadzeniu Stowarzyszenia 3 października 2018.
Prokuratura Okręgowa w Krakowie wszczęła postępowanie w sprawie mobbingu w Stowarzyszeniu.